# Petar Rajič
Petar Antun Rajič (Toronto, 12 de juny de 1959) és un arquebisbe catòlic canadenc, nunci apostòlic per Angola i São Tomé i Príncipe des de juny de 2015.

## Biografia
Nasqué a Toronto, fill d'emigrants croats de Bòsnia. El 30 de novembre de 1986 fou ordenat diaca de la diòcesi de Mostar-Duvno, per l'arquebisbe de Sarajevo Marko Jozinović. El 29 de juny de 1987 fou ordenat prevere de la mateixa diòcesi pel bisbe Pavao Žanić.
En 1991 ingressà a l'Acadèmia Pontifícia Eclesiàstica i l'u de juliol de 1993 entrà al servei diplomàtic de la Santa Seu. Posteriorment va prestar serveis en les representacions pontifícies a l'Iran, Lituània i en la Secció d'Assumptes Generals de la Secretaria d'Estat. El papa Joan Pau II li va concedir el títol Monsignore l'1 de juliol de 1994 i el 9 de setembre de 2003 de Prelat d'Honor de Sa Santedat.
El 2 de gener de 2009 el papa Benet XVI el va nomenar nunci apostòlic a Kuwait, Bahrein i Qatar i delegat apostòlic a la Península Aràbiga i arquebisbe titular de Sarsenterum. Va rebre l'ordenació episcopal el 23 de gener de l'any següent pel cardenal Tarcisio Bertone, Secretari d'Estat de la Santa Seu, coconsagrants l'arquebisbe de Sarajevo Vinko Puljic i el bisbe de Mostar-Duvno Ratko Perić. El 27 de març de 2010 fou nomenat nunci apostòlic a Iemen i als Emirats Àrabs Units. A Manama (Bahrein) el 31 de maig de 2014 ha presidit la cerimònia de benedicció de la primera pedra de la catedral de Nostra Senyora d'Aràbia, destinada a esdevenir nova seu del vicariat apostòlic de l'Aràbia Septentrional. Des del 15 de juny de 2015 és nunci apostòlic a Angola i a São Tomé e Príncipe.
El 5 de febrer de 2007 fou condecorat amb l'Orde al Mèrit de la República Italiana